# 商贸流通业
商贸流通业属于服务业，指商品流通和为商品流通提供服务的产业，主要包括批发和零售贸易业、餐饮业、仓储业，并涉及交通运输业等。
是在第三产业中主要发挥商品流通功能的那些行业。与商贸流通业相近似的概念有：即商贸服务业、商业服务业、商务服务业。
其中商业服务业是指商业活动中直接关系人们日常生活的服务业，包括通过营业设备或劳务技术为人们生活提供商业服务，例如旅店、理发、美容、洗浴等；也包括对原材料进行技术加工，为人们生活提供商业服务，比如照相、洗染、修理等。而商务服务业是指为交易活动提供服务的行业，主要包括企业管理服务、法律服务、咨询与调查、会展服务、包装服务等。商贸流通业则是指从事商品和服务交易活动的产业，包括专门从事商品服务的批发、零售、物流、餐饮等。